# Kanalláki
Kanalláki, en grec moderne : Καναλλάκι, est un village du dème de Párga, district régional de Préveza, en Épire, Grèce.
Selon le recensement de 2011, la population du village compte 2 513 habitants.